# Faro de Punta Martiño
El faro de Punta Martiño es un faro situado en el islote de Lobos, al noreste de la isla de Fuerteventura, en las islas Canarias. Pertenece al municipio de La Oliva, provincia de Las Palmas  (España).

## Descripción
El faro está situado sobre una colina en el extremo noreste del islote de Lobos. Junto al faro de Punta Pechiguera en Lanzarote y al faro Tostón en Fuerteventura ilumina el denominado estrecho de la Bocaina, que separa ambas islas. Está gestionado por la Autoridad Portuaria de Las Palmas.

## Historia
Comenzó su servicio en julio de 1865.